# 中野真博
中野 真博（なかの まさひろ、1976年6月8日 - ）は、石川県出身の元野球選手（投手、右投右打）、野球指導者。

## 経歴
金沢高校では1年上に高須洋介（青学大でも先輩）がおり、1年秋の北信越大会では福井商の横山竜士と投げ合うなど3試合に先発して全て4安打に抑え、優勝してチームの第65回選抜高等学校野球大会出場に貢献した。2年生になると夏の県大会で40イニングを投げて被安打23、7失点と安定感のある投球を見せ、打撃面でも打率.615の成績で2季連続となる第75回全国高等学校野球選手権大会へ出場を決めた。本大会では初戦で山村宏樹を擁する甲府工に敗れている。
走り込みによる下半身強化で球速とスライダーの威力が増し、2年秋の北信越大会全試合に完投して2年連続優勝、3年春には第66回選抜高等学校野球大会に出場。江の川との1回戦で、第50回大会の松本稔以来16年ぶり、センバツ史上2人目の完全試合を達成した。投球数は99球でスコアは3対0、捕手のリードに任せて投げて8回までは記録を意識しなかったという。試合後のインタビューでは「もっと大げさに喜んでも良かったかな」と答えている。PL学園との2回戦では先頭打者の大村三郎にヒットを打たれ、12奪三振を記録するも打線が抑えられて0対4で敗れた。3年夏の県大会では決勝戦で1年生の山本省吾が先発した星稜に敗れ、4季連続の全国大会出場はならなかった。
高校卒業後はプロ6球団から誘いがあったが青山学院大学に進み、澤崎俊和や倉野信次が主力だった1996年に2年生でベンチ入りを果たす。3年生からはエースとなるも、後輩の石川雅規らが台頭して大学では通算6勝に終わった。卒業後は大学の先輩・坪井智哉の勧めもあって東芝に入社。4年目の2002年には須田喜照や銭場一浩、香月良太らに次ぐ存在となり、翌年には銭場とともに投手陣の中心となる。
2007年4月には練習試合で相手の打球を右足で止めた際に骨折し、全治6ヶ月の重傷を負った。2008年の都市対抗で日産自動車の補強選手に選ばれ、社会人10年目で東京ドーム初登板を果たした。2009年に現役を引退し、東芝の投手コーチとなった。東芝が経営再建を進める中で2017年限りで野球部を離れ社業に専念し、その後は営業職を務めた。
2019年4月1日付で母校・青山学院大学の投手コーチに就任した。